# Огден (Арканзас)
Огден (енгл. Ogden) град је у америчкој савезној држави Арканзас.

## Демографија
По попису из 2010. године број становника је 180, што је 34 (-15,9%) становника мање него 2000. године.
| Група             | 2000.       | 2010.       |
| Белци             | 160 (74,8%) | 150 (83,3%) |
| Афроамериканци    | 40 (18,7%)  | 20 (11,1%)  |
| Азијати           | 0 (0,0%)    | 2 (1,1%)    |
| Хиспаноамериканци | 13 (6,1%)   | 5 (2,8%)    |
| Укупно            | 214         | 180         |